# Saint George (Maine)
Saint George és una població dels Estats Units a l'estat de Maine (EUA). Segons el cens del 2000 tenia 2.580 habitants.

## Demografia
Segons el cens del 2000, Saint George tenia 2.580 habitants, 1.119 habitatges, i 757 famílies. La densitat de població era de 38,9 habitants/km².
Dels 1.119 habitatges en un 28,2% hi vivien nens de menys de 18 anys, en un 57,8% hi vivien parelles casades, en un 7% dones solteres, i en un 32,3% no eren unitats familiars. En el 26,5% dels habitatges hi vivien persones soles el 12,4% de les quals corresponia a persones de 65 anys o més que vivien soles. El nombre mitjà de persones vivint en cada habitatge era de 2,31 i el nombre mitjà de persones que vivien en cada família era de 2,77.
Per edats la població es repartia de la següent manera: un 22,1% tenia menys de 18 anys, un 4,3% entre 18 i 24, un 24,5% entre 25 i 44, un 28,2% de 45 a 60 i un 21% 65 anys o més.
L'edat mediana era de 44 anys. Per cada 100 dones de 18 o més anys hi havia 93,7 homes.
La renda mediana per habitatge era de 41.211 $ i la renda mediana per família de 48.162 $. Els homes tenien una renda mediana de 33.929 $ mentre que les dones 25.439 $. La renda per capita de la població era de 23.272 $. Entorn del 3,8% de les famílies i el 8,6% de la població estaven per davall del llindar de pobresa.